# Giuseppina Catanea
Giuseppina Catanea (Napoli, 18 febbraio 1896 – Napoli, 14 marzo 1948) fu una donna aderente all'Ordine delle Carmelitane Scalze, che in seguito assunse il nome di Maria Giuseppina di Gesù Crocifisso. La beatificazione venne approvata da papa Benedetto XVI e fu celebrata nel Duomo di Napoli il 1º giugno 2008 dal cardinale Crescenzio Sepe.

## Biografia
Terza figlia di Francesco Catanea, che lavorava come impiegato alle ferrovie di Benevento, e di Concetta Grimaldi. Dai suoi genitori e dagli altri parenti era soprannominata "Pinella".
Fin da bambina, influenzata dalla testimonianza di fede che ricevette dalla nonna e dalla madre, praticò una forte devozione e recitava i rosari ogni volta che ne aveva l'opportunità, La prima intenzione di intraprendere una vita monastica l'ebbe il 5 settembre 1908, quando accompagnò la sorella Antonietta al monastero carmelitano dei SS. Giovanni e Teresa. Decise tuttavia di non seguire la vocazione, ma di sposarsi e seguire le aspettative dei genitori. Continuò a studiare e si diplomò presso l'Istituto Commerciale Regina Margherita. 
Successivamente, superando la resistenza dei genitori, decise aderire al Terz'Ordine Carmelitano. In occasione della novena di San Giuseppe, il 10 marzo 1918, si unì alla sorella Antonietta, che era diventata suor Maria Teresa, presso la comunità carmelitana di Santa Maria ai Ponti Rossi.
Ebbe sempre una salute molto cagionevole. Già nel 1912 fu colpita da attacchi di angina e qualche tempo dopo il medico le diagnosticò una bronco-pleurite, con polmonite doppia. Nel 1920 contrasse la tubercolosi spinale, che le procurò delle lesioni alle vertebre. La sua guarigione, avvenuta il 26 giugno 1922, venne attribuita all'intercessione del Santo Francesco Saverio, dopo che questi le era apparso in sogno per due volte e dopo che una sua reliquia fu portata nella sua cella.
Nel 1932 il gruppo di Santa Maria ai Ponti Rossi ottenne da Papa Pio XI l'approvazione di canonicità rispetto all'istituto dei Carmelitani Scalzi e quindi la definizione di legittimo chiostro. Così lei vestì l'abito monastico e, 6 agosto 1932, festa della Trasfigurazione di Gesù, assunse il nuovo nome di Maria Giuseppina di Gesù Crocifisso. 
Nel 1934 venne nominata dall'arcivescovo di Napoli Alessio Ascalesi sottopriora del Carmelo;  mentre nel 1945 assunse la carica di vicaria, e nello stesso anno, nel primo Capitolo generale del Carmelo Ponti Rossi tenuto il 29 settembre 1945, fu eletta Priora della Comunità, un incarico che mantenne fino alla morte.
Su ordine del suo direttore spirituale, padre Romualdo di S. Antonio, iniziò a scrivere una sua autobiografia e un diario spirituale. Nel 1943 cominciò a perdere la vista, a soffrire di labirintite auricolare e di una dolorosa sclerosi multipla; tre anni dopo fu costretta sulla sedia a rotelle. Morì il 14 marzo 1948 e i suoi funerali furono celebrati il 27 marzo successivo. È sepolta nella chiesa del monastero dei SS. Teresa e Giuseppe, a Napoli, in via S. Maria dei Monti ai Ponti Rossi 301.

## Beatificazione
Fu dichiarata Venerabile il 3 gennaio 1987, da Papa Giovanni Paolo II. Il processo per la sua beatificazione iniziò il 5 novembre 2004 sulla base di un miracolo che le venne attribuito: era il caso di Francesco Natale, nato il 21 aprile 1999 a cui fu diagnosticata, dopo due mesi, un'encefalite grave che gli procurava continue convulsioni. A causa delle condizioni sempre più preoccupanti del bambino, i genitori e le monache carmelitane dei Ponti Rossi chiesero l'intercessione di Madre Maria Giuseppina di Gesù Crocifisso. Dopo pochi giorni, Francesco Natale venne dimesso dall'ospedale senza nessuna apparente conseguenza riconducibile alla malattia. Nel corso dell'inchiesta diocesana la Consulta Medica della Congregazione delle Cause dei Santi si pronunciò sostenendo l'inspiegabilità scientifica dei fatti . Papa Benedetto XVI, con un decreto del 17 dicembre 2007, approvò la decisione e asserì che la guarigione dovesse essere ricondotta a un miracolo legittimo. 
La sua memoria liturgica è stata assegnata al 26 giugno, per celebrare il giorno in cui Catanea guarì dalla sua paralisi. 